# Okres Zamość
Okres Zamość (polsky Powiat zamojski) je okres v polském Lublinském vojvodství. Rozlohu má 1 872,27 km² a v roce 2020 zde žilo 105 354 obyvatel. Sídlem správy okresu je město Zamość, které však není jeho součástí, ale tvoří samostatný městský okres.

## Gminy
Městsko-vesnické:
- Krasnobród
- Szczebrzeszyn
- Zwierzyniec

Vesnické:
| - Adamów - Grabowiec - Komarów-Osada - Łabunie - Miączyn - Nielisz | - Radecznica - Sitno - Skierbieszów - Stary Zamość - Sułów - Zamość |

## Města
- Krasnobród
- Szczebrzeszyn
- Zwierzyniec

## Sousední okresy
| Růžice kompasu |              | Krasnystaw | Chełm             | Růžice kompasu |
| Růžice kompasu |              | Sever      | Hrubieszów        | Růžice kompasu |
| Růžice kompasu | Okres Zamość |            | Hrubieszów        | Růžice kompasu |
| Růžice kompasu | Jih          |            | Hrubieszów        | Růžice kompasu |
| Růžice kompasu | Biłgoraj     |            | Tomaszów Lubelski | Růžice kompasu |